# Mane (Haute-Garonne)
Mane (okzitanisch Mana) ist eine französische Gemeinde mit 961 Einwohnern (Stand: 1. Januar 2022) im Département Haute-Garonne in der Region Okzitanien. Sie gehört zum Arrondissement Saint-Gaudens und zum Kanton Bagnères-de-Luchon. Die Einwohner werden Manois genannt.

## Lage
Die Gemeinde Mane liegt in der Landschaft Comminges an der Mündung des Arbas in den Salat, 22 Kilometer östlich von Saint-Gaudens. Umgeben wird Mane von den Nachbargemeinden Salies-du-Salat im Norden und Nordosten, Touille im Osten, His im Südosten, Montgaillard-de-Salies im Süden, Figarol im Westen sowie Montsaunès im Nordwesten.

## Bevölkerungsentwicklung
| Jahr                       | 1962 | 1968 | 1975 | 1982 | 1990 | 1999 | 2006 | 2013 | 2020 |
| Einwohner                  | 878  | 905  | 1019 | 1093 | 1054 | 1026 | 967  | 990  | 958  |
| Quellen: Cassini und INSEE |      |      |      |      |      |      |      |      |      |

## Sehenswürdigkeiten

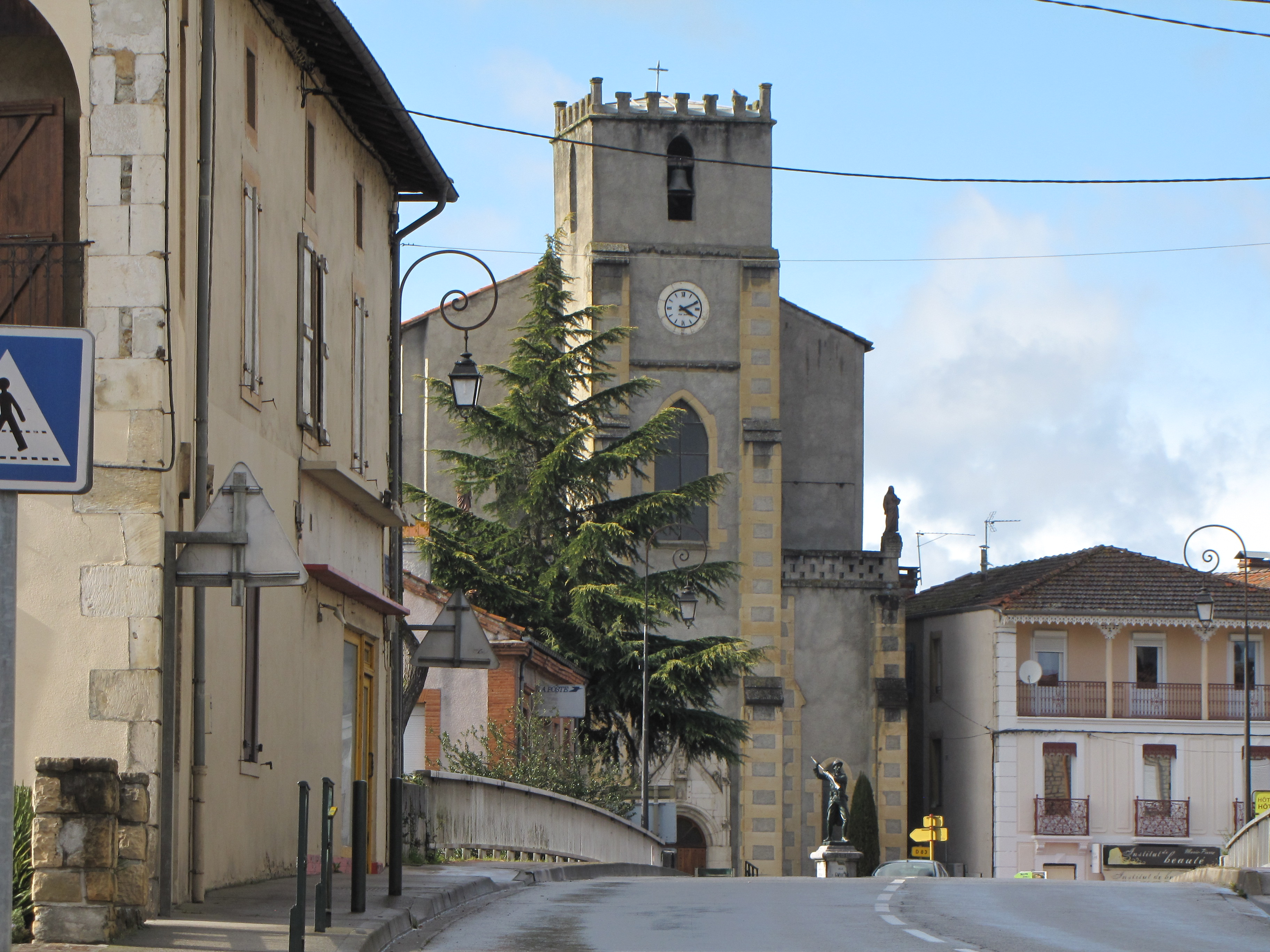
Kirche Saint-Barthélemy

- Kirche Saint-Barthélemy
- Reste römischer Bäder